# Tidszoner i Antarktis
|  | UTC+00:00 |
|  | UTC+03:00 |
|  | UTC+05:00 |
|  | UTC+06:00 |
|  | UTC+07:00 |
|  | UTC+08:00 |
|  | UTC+10:00 |
|  | UTC+12:00 |
|  | UTC+13:00 |
|  | UTC−06:00 |
|  | UTC−04:00 |
|  | UTC−03:00 |

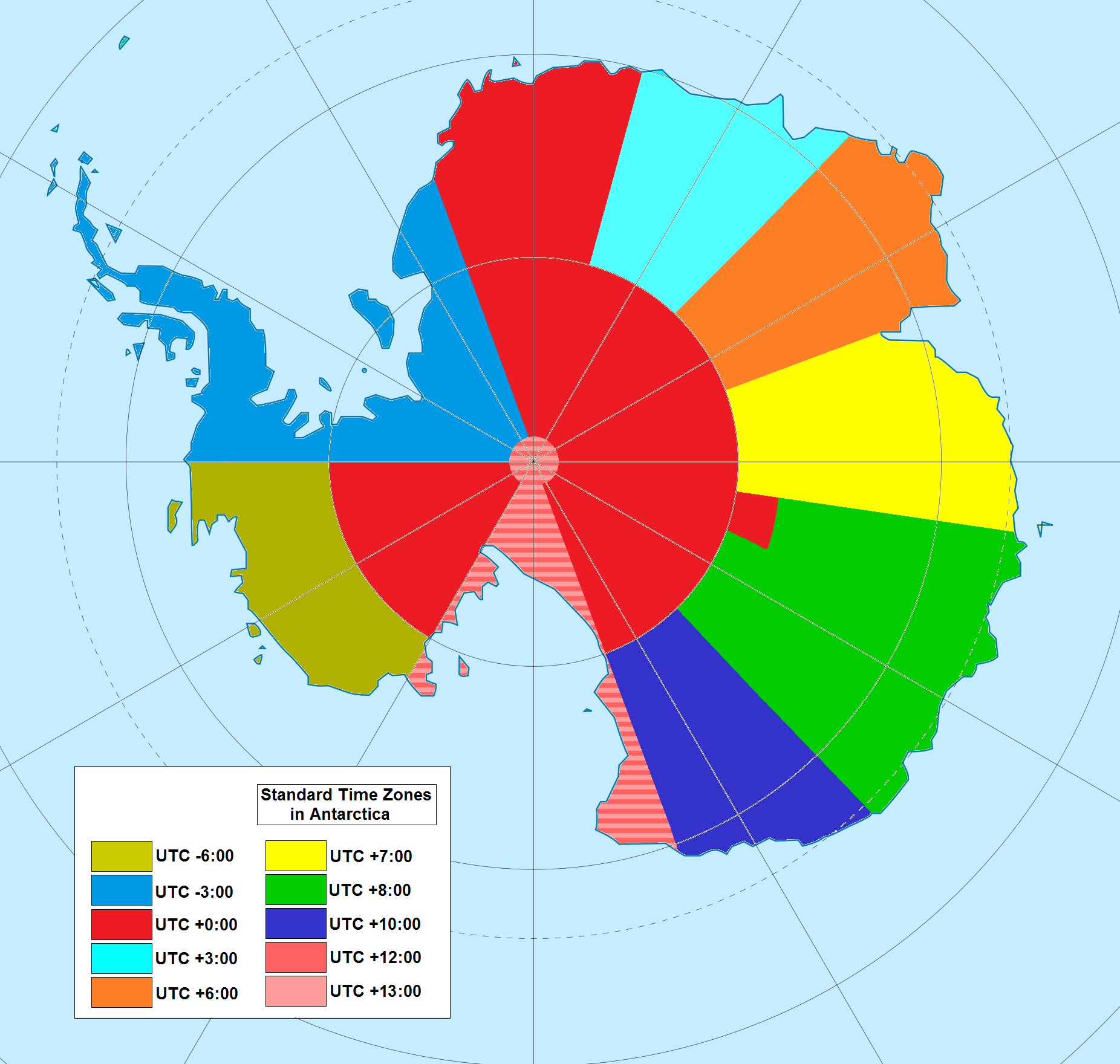
Karta över ungefärliga tidszoner på Antarktis kontinent.

Antarktis omfattar land- och havsområdena kring Sydpolen. Området saknar bofast mänsklig befolkning, men har flera permanent etablerade forskningsstationer med tillfälliga boende.
Vissa områden i Antarktis som saknar permanent etablerad mänsklig aktivitet, saknar också tidszonsangivelser. Speciellt gäller detta områden i sydpolens närhet, där astronomiskt baserade tidszoner blir för smala för att vara praktiskt användbara. Inom sådana områden gäller dock UTC-tid (Koordinerad universell tid).

## TZ databasen
Filen zone.tab från tz-databasen innehåller följande zoner. Kolumner markerade med * innehåller data från filen zone.tab. Endast permanent bebodda stationer spåras av tz-databaspersonalen.
|  | Landskod* | Koordinater*    | Zonens namn*              | Kommentar*                                  | Tidsskillnad mot UTC-standardtid | Sommartid | Område                          |
|  | --------- | --------------- | ------------------------- | ------------------------------------------- | -------------------------------- | --------- | ------------------------------- |
|  | AQ        | -6448-06406     | Antarctica/Palmer         | Palmer Station, Anvers Island               | UTC−04:00                        | Ja        | Palmer Land                     |
|  | AQ        | -6734-06808     | Antarctica/Rothera        | Rothera Station, Adelaide Island            | UTC−03:00                        | Nej       | Graham Land                     |
|  | AQ        | -7200+00232     | Antarctica/Troll          | Troll Station, Queen Maud Land              | UTC+00:00                        | Okänt     | Queen Maud Land                 |
|  | AQ        | -690022+0393524 | Antarctica/Syowa          | Syowa, East Ongul Island                    | UTC+03:00                        | Nej       | Queen Maud Land, Enderby Land   |
|  | AQ        | -6736+06253     | Antarctica/Mawson         | Mawson Station, Holme Bay                   | UTC+05:00                        | Nej       | Mac. Robertson Land             |
|  | AQ        | -7824+10654     | Antarctica/Vostok         | Vostok Station, Lake Vostok                 | UTC+06:00                        | Nej       | Inre Antarktis, Queen Maud Land |
|  | AQ        | -6835+07758     | Antarctica/Davis          | Davis Station, Vestfold Hills               | UTC+07:00                        | Nej       | Wilkes Land                     |
|  | AQ        | -6617+11031     | Antarctica/Casey          | Casey Station, Bailey Peninsula             | UTC+08:00                        | Nej       | Wilkes Land                     |
|  | AQ        | -6640+14001     | Antarctica/DumontDUrville | Dumont d'Urville Station, Adélie Land       | UTC+10:00                        | Nej       | Adélie Land, Victoria Land      |
|  | AQ        | -5430+15857     | Antarctica/Macquarie      | Macquarie Island                            | UTC+12:00                        | Nej       | Macquarie Island                |
|  | AQ        | -7750+16636     | Antarctica/McMurdo        | McMurdo Station och Scott Base, Ross Island | UTC+12:00                        | Ja        | Ross Dependency                 |
|  | --        | -9000+00000     | Antarctica/South_Pole     | (Nyzeeländsk tid)                           | UTC+12:00                        | Ja        | Sydpolen                        |

## Sommartid
För det mesta observeras inte sommartid i Antarktis eftersom 95 procent av kontinenten ligger söder om Antarktis cirkel och fenomenet midnattssol gör användningen av sommartid onödig. Det skulle även komplicera kommunikationen med ett flertal länder på norra halvklotet.
Några regioner, såsom Ross Dependency och Palmer Land, har dock sommartid, under den södra sommaren, vilket blir den norra vintern, inkluderat januari.